# دهش (هند)
در ادیان آریایی، صدقه دادن بیشتر با واژهٔ دَهِش بیان می‌شود.
در ادیان شبه قاره هند این مفهوم بیشتر با واژه دانَه (दान) بیان می‌شود که همریشه با همان دادن و دهش در فارسی است.
واژهٔ «دانه» به معنای اهدای داوطلبانه، بخشش یا صدقه است و در چهار دین اصلی هندی یعنی هندوئیسم، بوداگرایی، جینیسم و سیک‌گرایی جایگاه اخلاقی و معنوی ویژه‌ای دارد.
در بوداگرایی، دانه از مهم‌ترین فضیلت‌ها به‌شمار می‌رود. این عمل، نخستین گام در مسیر رشد اخلاقی است و باید بدون چشم‌داشت انجام شود. در این سنت، دانه به عنوان یکی از شش کمال یا پارامیتا (pāramitā) آموزش داده می‌شود. کسانی که با نیت خیرخواهی و دل‌کندگی از وابستگی‌ها دهش می‌کنند، پاداشی معنوی دریافت می‌کنند و ذهن آن‌ها از شفقت و پاکی بیشتری برخوردار می‌شود. دانه ممکن است مادی باشد، مانند خوراک، پوشاک، پول یا دارو؛ یا معنوی، مانند آموزش‌های دینی و راهنمایی‌های روحی. در این سنت، آموزش و انتقال معارف (که به آن dhamma-dāna می‌گویند) حتی بالاتر از بخشش مادی ارزیابی شده است.
در هندوئیسم، دانه به‌عنوان یک کنش اخلاقی و اجتماعی بسیار مهم تلقی می‌شود. در این سنت، دهش به نیازمندان شامل مواردی همچون خوراک، مدرسه، منابع آب یا هزینهٔ ساخت بناهای عام‌المنفعه مذهبی یا فرهنگی می‌شود. ریشهٔ مفهوم دانه در متون ودایی دیده می‌شود و این آموزه در نوشته‌هایی چون اوپانیشاد و بهاگاواد گیتا نیز مورد تأکید قرار گرفته است.
در جینیسم، دانه به‌عنوان یک فضیلت دینی و اخلاقی الزامی است. انواع دهش در این سنت شامل خوراک، دارو، دانش و پناه‌دادن به موجودات در خطر می‌شود. این اعمال سبب کسب کارمای نیک تلقی شده و در مسیر رهایی نقش دارند.
در دین سیک، عمل دهش تحت عنوان Vand Chhakna شناخته می‌شود. این یکی از سه اصل مهم اخلاقی و معنوی این آیین است که پیروان را به تقسیم درآمد خود با نیازمندان و هم‌نوعان ترغیب می‌کند.
از نظر اخلاقی و دینی، دانه باعث تقویت شفقت، بخشش، دل‌کندگی از تعلقات و رشد درونی می‌شود. در آموزه‌های بودا تأکید می‌شود که نیّت پشت عمل دانه، از خود عمل مهم‌تر است؛ بنابراین اگر دهش از نیتی پاک سرچشمه بگیرد، تأثیر و پاداش معنوی آن بسیار عمیق‌تر خواهد بود.